# Tetraglenes bacillarius
Tetraglenes bacillarius là một loài bọ cánh cứng trong họ Cerambycidae.